# Aeroporto di Franceville-Mvengué
L'Aeroporto di Franceville-Mvengué (IATA: MVB, ICAO: FOON) (nome commerciale in francese: Aéroport International M'Vengue El Hadj Omar Bongo Ondimba) è un aeroporto gabonese situato nella parte sud orientale del Gabon, nella Provincia di Haut-Ogooué, a 20 km a ovest della cittadina di Franceville, capitale della Provincia.
La struttura è dotata di una pista di asfalto e bitume lunga 3080 m e larga 45 m, l'altitudine è di 442 m, l'orientamento della pista è RWY 15-33 ed è aperta al traffico commerciale dall'alba al tramonto. L'aeroporto è intitolato a Omar Bongo, (1935-2009), secondo Presidente del Gabon fra il 1967 e il 2009 che nel 1973, convertitosi all'Islam, assunse il nome musulmano di El Hadj Omar Bongo Ondimba.